# Všeobecná branná povinnost

Povinná základní vojenská služba ve světě
země bez ozbrojených sil
země bez povinné zákl. voj. služby
země s brannou povinností, ale je přijato méně než 20% celé věkové skupiny
země plánující zrušení povinné zákl. voj. služby
země s povinnou zákl. voj. službou
informace nedostupné

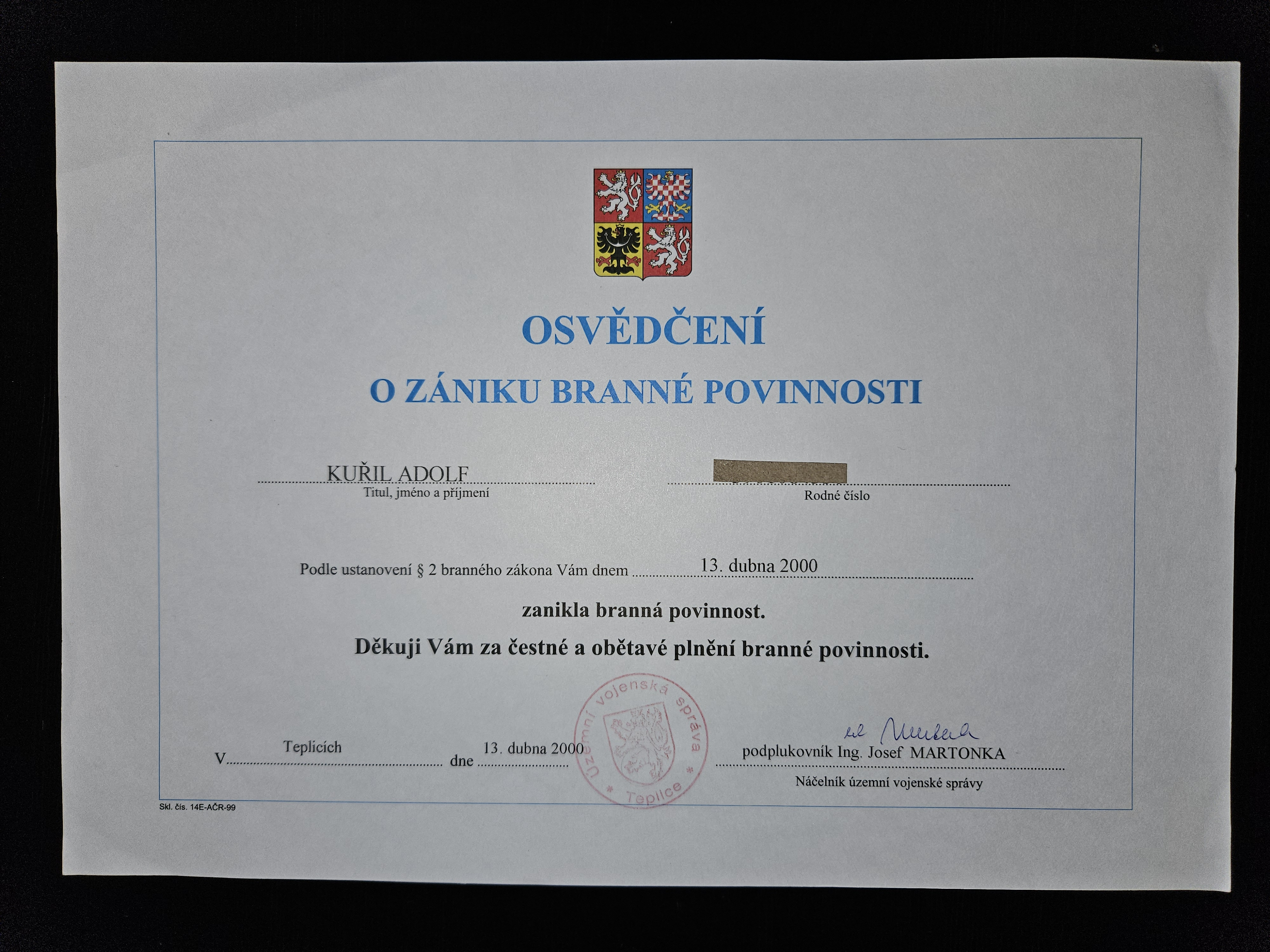
Osvědčení o zániku branné povinnosti.

Branná povinnost (nezaměňovat s povinnou základní vojenskou službou) je povinnost občana, na základě které musí jedinci plnit úkoly ozbrojených složek státu, a to včetně podrobení se odvodnímu řízení, vykonávat vojenskou činnou službu či plnit jiné povinnosti.
V České republice se branná povinnost vztahuje na všechny občany státu starší 18 let, a to na základě zákona č. 585/2004 Sb. Branný zákon. Branná povinnost naopak zaniká dnem dosáhnutí 60 let či z jiných důvodů taxativně vymezených v §7 výše zmíněného zákona.

## Systémy vojenské organizace
Podle branné povinnosti se rozlišují systémy vojenské organizace:
1. miliční systém – branné povinnosti podléhají všichni svobodní muži daného státu. Byl rozšířen v antických městských státech a v raně barbarských státech. Ve franské říši ho zrušil Karel Veliký v roce 807 a 811.
2. lenní systém – branné povinnosti podléhají vazalové panovníka.
3. žoldnéřský – stát chrání najatí (zverbovaní) vojáci bez ohledu na státní příslušnost. Má počátky již ve starověkém Římě, kde na jeho principu po dlouhé období fungovala římská armáda. Používal se běžně v byzantské říši, najímány byly často i jednotky rozprášených nájezdnických družin. Opět se objevil v 11. století a plně se rozvinul od 15. století. Vrcholu dosáhl žoldnéřský systém za třicetileté války, po roce 1648 nastal jeho úpadek.
4. stálé vojsko – vyvinulo se z osobní družiny panovníka. Existuje od dob absolutismu. Je založeno na profesionálních vojácích a odvedených brancích, kdy územní jednotka měla povinnost zajistit kontingent vojáků. Za Velké francouzské revoluce byla v roce 1793 zavedena všeobecná branná povinnost neboli obdoba miličního systému.